# Sabine Haupt (Schauspielerin)

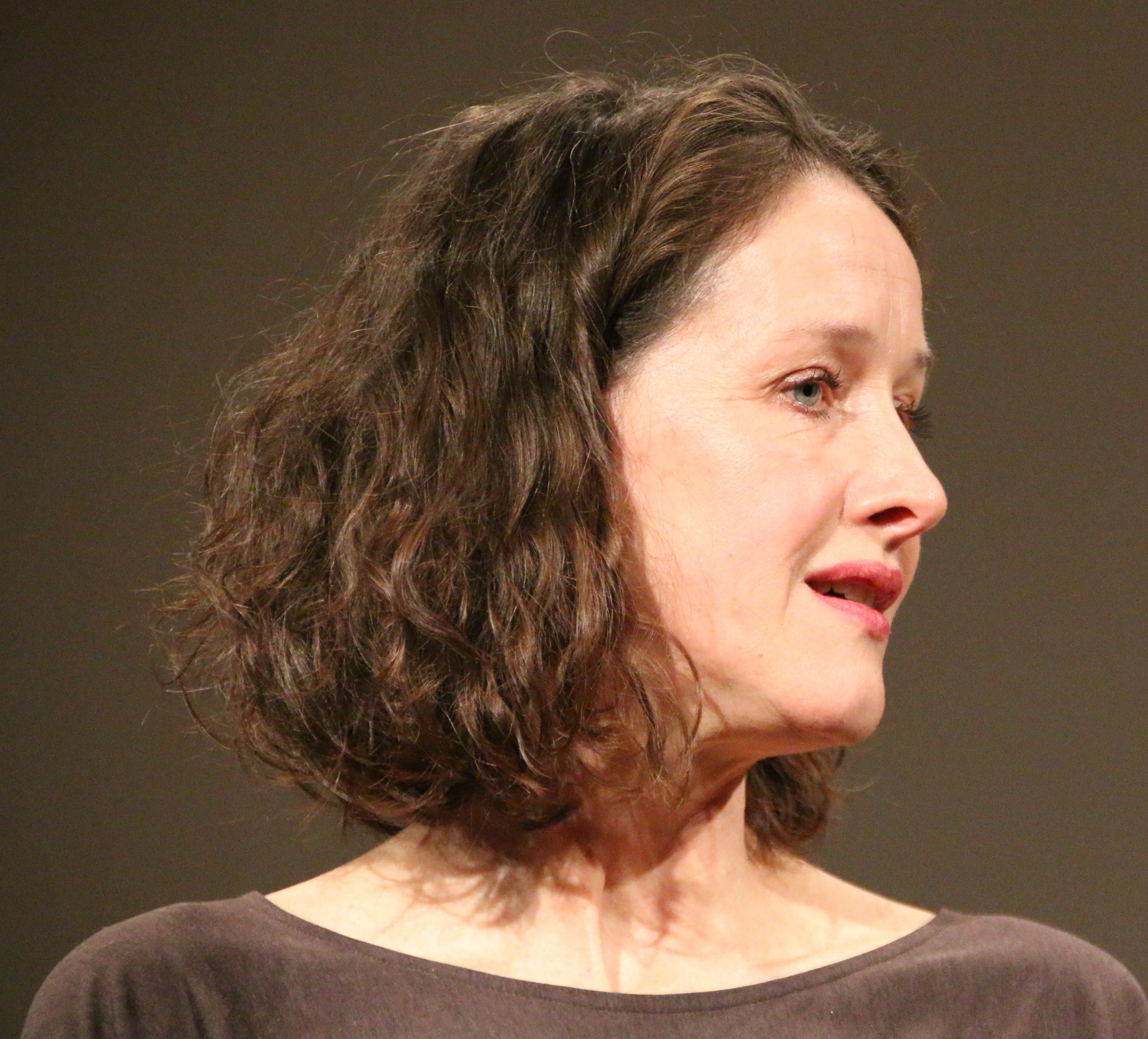
Sabine Haupt am 30. Januar 2020 bei der Gedenkveranstaltung der perspektive Mauthausen

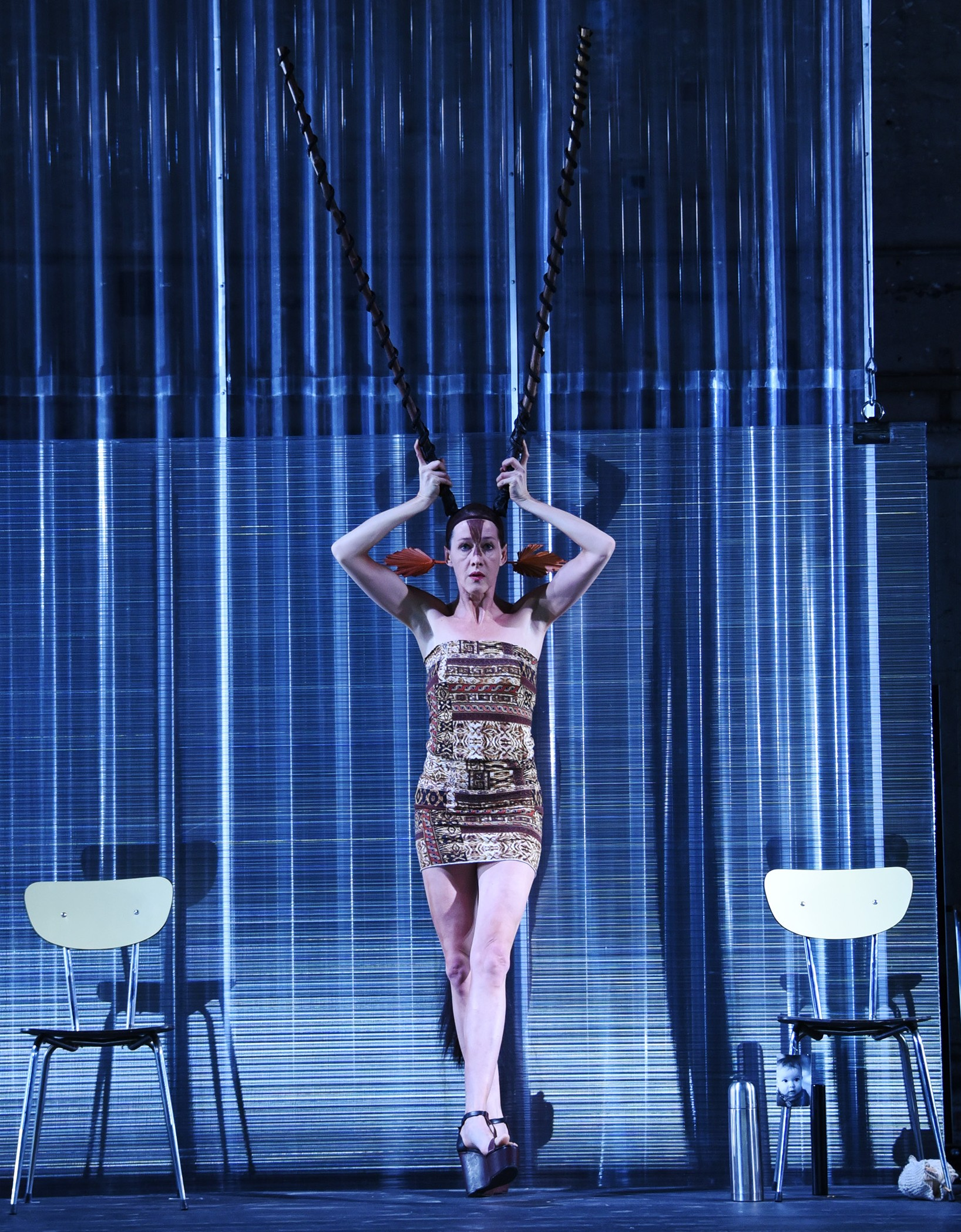
Sabine Haupt in Das Reich der Tiere, Akademietheater 2015

Sabine Haupt (* 28. September 1966 in Frankfurt am Main) ist eine deutsche Schauspielerin und Ensemblemitglied des Wiener Burgtheaters.

## Ausbildung und Bühnenkarriere
Sabine Haupt studierte von 1989 bis 1993 an der Hochschule für Musik und Theater Hannover und erhielt ihr erstes Engagement ebenfalls in Hannover am Theater an der Glocksee.
1994 verpflichtete sie sich für drei Jahre bei den Städtischen Bühnen Bielefeld. Wegen ihrer Darstellung dort als Isabella in Shakespeares Maß für Maß in der Regie von Meinhard Zanger kam sie 1997 zum Thalia Theater Hamburg, wo sie unter anderen mit Jürgen Flimm, Martin Kušej, Peter Mussbach und Sven-Eric Bechtolf zusammenarbeitete.
Seit der Saison 1999/2000 ist sie Ensemblemitglied des Wiener Burgtheaters. Sie spielte und spielt unter anderem in Inszenierungen von Andrea Breth, Martin Kušej, Stefan Bachmann, Stephan Kimmig, Thomas Ostermeier, Joachim Schlömer, Stephan Müller, Sven-Eric Bechtolf und Falk Richter. 2004 gastierte sie am Schauspielhaus Bochum und 2006 bis 2008 am Schauspielhaus Zürich in einer Inszenierung von Matthias Hartmann.

## Bühnenrollen
Thalia Theater 1997–1999
- Mädchen der Heilsarmee in Von morgens bis mitternachts (Georg Kaiser; Regie: Sven-Eric Bechtolf)
- Johanna in Baal (Bert Brecht; Regie: Sven-Eric Bechtolf)
- 1. Lord/Hymen in Wie es euch gefällt (William Shakespeare; Regie: Jürgen Flimm)
- Emma in Geschichten aus dem Wienerwald (Ödön von Horváth; Regie: Martin Kusej)
- Bolette in Die Frau vom Meer (Henrik Ibsen; Regie: Peter Mussbach)
- Maria in Das Missverständnis (Albert Camus; Regie: Yoshi Oida)

Burgtheater seit 1999/2000
- Jilly in Die See (Edward Bond; Regie: Andrea Breth)
- Lena in Leonce und Lena (Georg Büchner, Regie: Sven-Eric Bechtolf)
- Jane in Damen der Gesellschaft (Booth Luce; Regie: Sven-Eric Bechtolf)
- Frau in Hund Frau Mann (Sibylle Berg; Regie: Stephan Müller)
- Sona in Letzter Aufruf (Albert Ostermaier; Regie: Andrea Breth)
- Maria in Glaube Liebe Hoffnung (Ödön von Horváth; Regie: Martin Kusej)
- Elektra in Elektra (Hugo von Hofmannsthal; Regie: Joachim Schlömer)
- Paula Clothilde in Vor Sonnenuntergang (Gerhart Hauptmann; Regie: Sebastian Hartmann)
- Kreusa in Das goldene Vlies (Franz Grillparzer; Regie: Stephan Kimmig)
- Kaja Fossli in Baumeister Solneß (Henrik Ibsen; Regie: Thomas Ostermeier)
- Mae in Die Katze auf dem heißen Blechdach (Tennessee Williams; Regie: Andrea Breth)
- Berta in König Ottokars Glück und Ende (Franz Grillparzer; Regie: Martin Kusej)
- Minna in Minna von Barnhelm (Gotthold Ephraim Lessing; Regie: Andrea Breth)
- Schauspielerin in Reigen (Arthur Schnitzler; Regie: Sven-Eric Bechtolf)
- Kalpurnia in Julius Caesar (William Shakespeare; Regie: Falk Richter)
- Frau in Fluchtburg (Gerhard Meister; Regie: Harald Brückner)
- Sawda in Verbrennungen (Wajdi Mouawad; Regie: Stefan Bachmann)
- Agnes in Die Probe (Lukas Bärfuss; Regie: Nicolas Brieger)
- Sonja/Valerie in Lantana (Andrew Bovell; Regie: Carolin Pienkos)
- Lady Anne/Lord Say/Exeter/Frau Simcox in Die Rosenkriege (William Shakespeare; Regie: Stephan Kimmig)
- Elfriede in Trilogie des Wiedersehens (Botho Strauß; Regie: Stefan Bachmann)
- Monolog in Die Besessenen (nach The Turn of the Screw von Henry James; Leitung gemeinsam mit Nives Widauer)
- Frau in Dreier (Jens Roselt; Regie: Anik Moussakhanian)
- Endstation Jonestown (Regie: Nora Hertlein)
- Erzählerin in Life and Times Episode 2 (Regie: Kelly Copper, Pavol Liska)
- Herzogin von York in Richard II. (William Shakespeare; Regie: Johan Simons)
- Emma Jenkins in Das Himmelszelt (Lucy Kirkwood; Regie: Tina Lanik)

Schauspielhaus Bochum/Zürich 2004–2008
- Junge Frau in Todesvariationen (Jon Fosse; Regie: Matthias Hartmann)

## Filmografie
- 2004: Anna (Regie: Michael Fandl)
- 2006: Zwei Frauen (Regie: Ludwig Wüst)
- 2008: Tatort – Kinderwunsch (Regie: Walter Bannert)